# Eric Gerets
Éric Gerets (Rekem, 18 de maio de 1954) é um treinador e ex-futebolista belga que atuava como Defensor é agora é um treinador de futebol.

## Carreira
Pela Seleção Belga competiu nas Copa do Mundo de 1982, 1986 e 1990 além da Eurocopa de 1980.

## Títulos
Standard Liège
- Belgian Pro League: 1981–82 e 1982–83
- Copa da Bélgica: 1980–81
- Supercopa da Bélgica: 1981

PSV
- Eredivisie: 1985–86, 1986–87, 1987–88, 1988–89, 1990–91 e 1991–92
- Copa dos Países Baixos: 1987–88, 1988–89  e 1989–90
- Liga dos Campeões da UEFA: 1987–88

### Treinador
Lierse
- Belgian League: 1996–97

Club Brugge
- Belgian League: 1997–98
- Supercopa da Bélgica: 1998

PSV
- Eredivisie: 1999–00 e 2000–01
- Supercopa dos Países Baixos: 2000, 2001

Galatasaray
- Süper Lig: 2005–06

Al-Hilal
- Saudi Professional League: 2009–10
- Saudi Crown Prince Cup: 2010

Marrocos
- Copa das Nações Árabes: 2012

Lekhwiya
- Qatar Stars League: 2013–14
- Qatar Crown Prince Cup: 2013